# Lamain
Lamain is een dorpje in de Belgische provincie Henegouwen en een deelgemeente van de stad Doornik. Lamain was een zelfstandige gemeente tot aan de gemeentelijke herindeling van 1977. Het dorp ligt in het westen van de fusiegemeente Doornik, tegen de Franse grens.

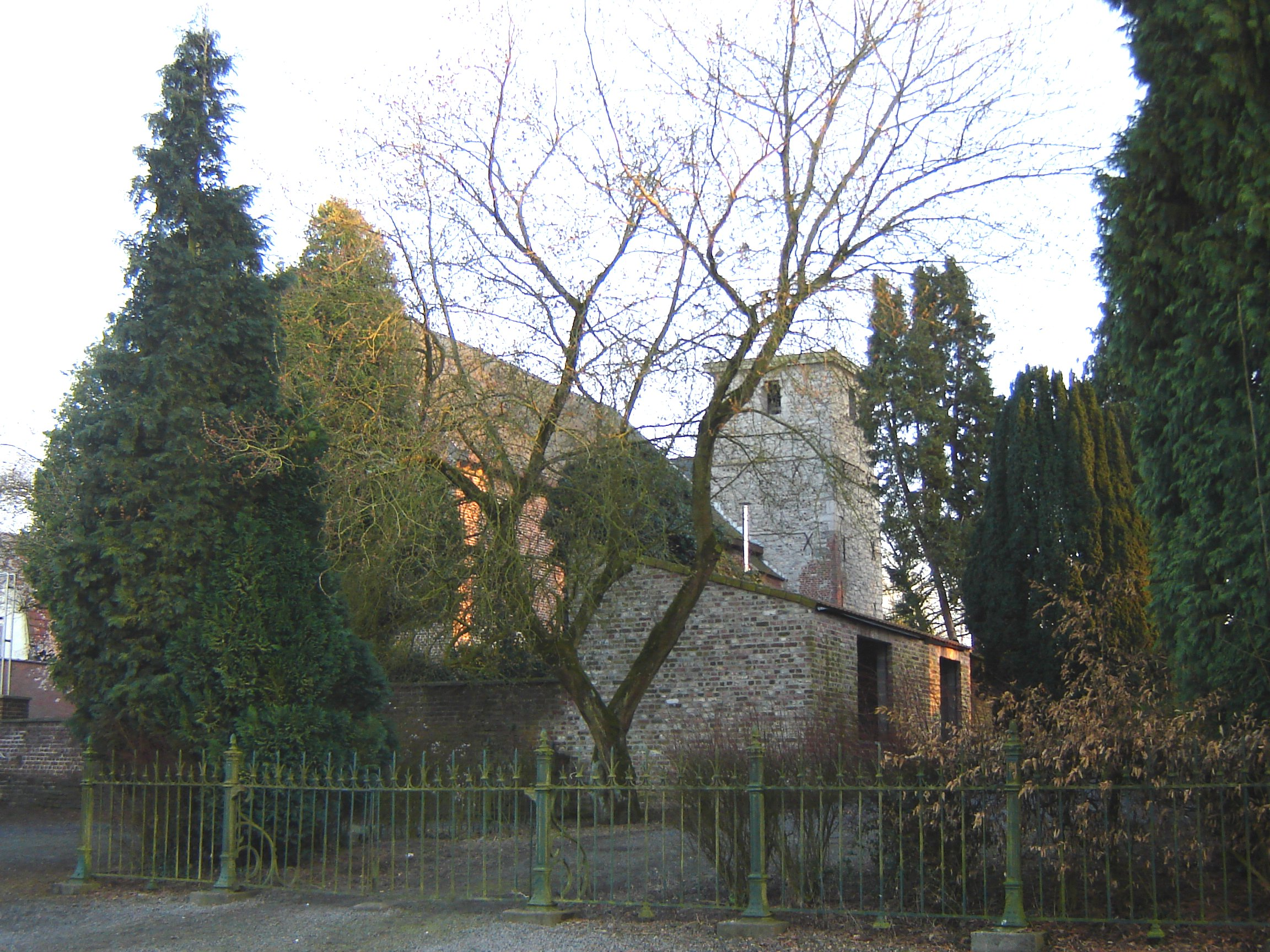
Eglise Saint-Amand

## Bezienswaardigheden
- De Sint-Amanduskerk (Église Saint-Amand) is een 18e-eeuws bakstenen kerkgebouw met naast het koor een vierkante toren in gotische stijl, gebouwd in Doornikse steen.
- Op de begraafplaats van Lamain bevinden zich 8 Britse oorlogsgraven uit de Eerste Wereldoorlog.

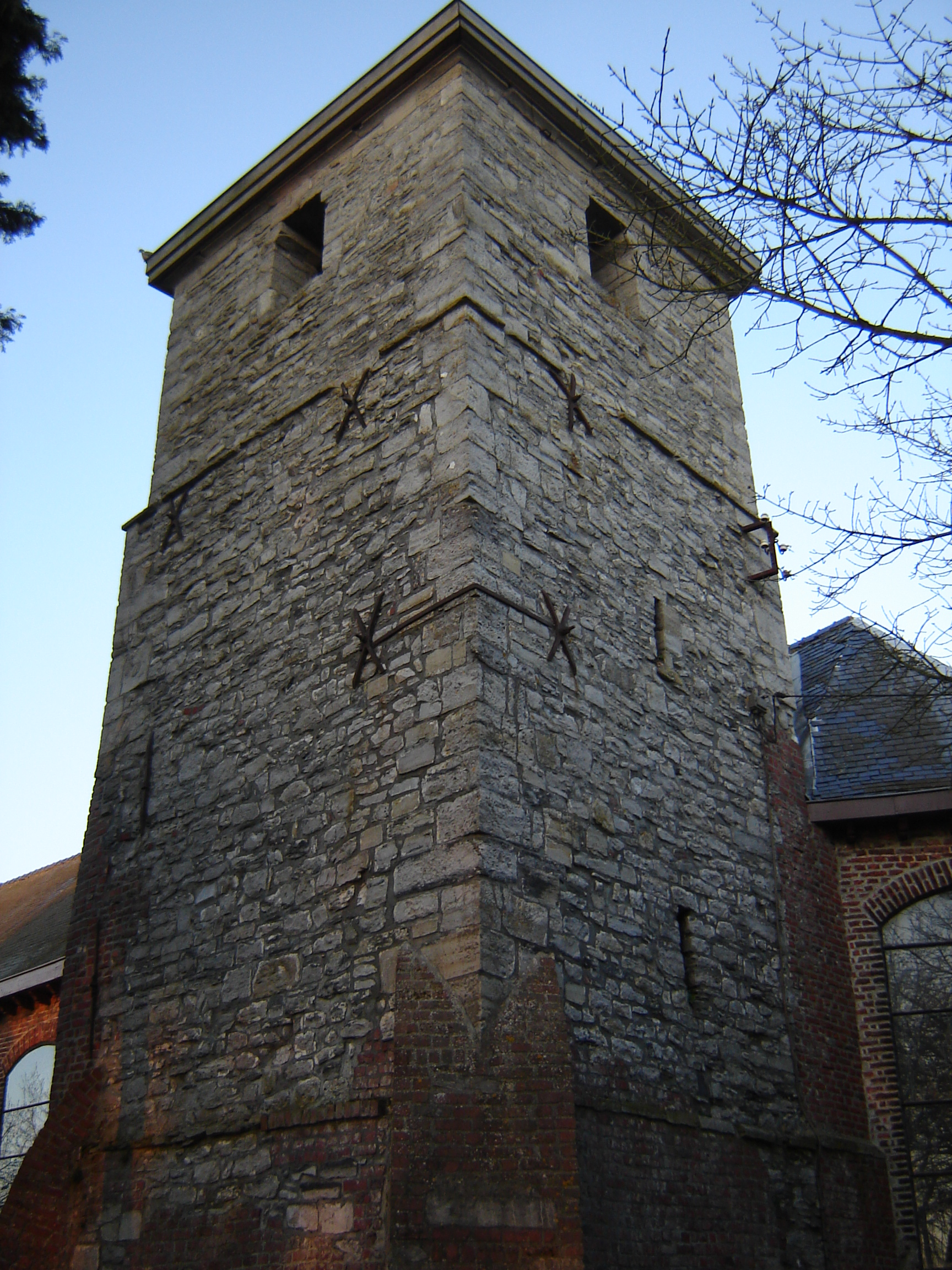
Kerktoren

## Natuur en landschap
In het westen ligt de Frans-Belgische grens. In het zuiden en oosten ligt een geïsoleerd heuvelgebied met een hoogste punt van 90 meter. De hoogte van Lamain bedraagt 47-75 meter.

## Demografische ontwikkeling
- Bronnen:NIS, Opm:1831 tot en met 1970=volkstellingen

## Politiek
Lamain had een eigen gemeentebestuur en burgemeester tot de fusie van 1977. 

### Burgemeesters
| Tijdspanne | Tijdspanne  | Burgemeester             |
| ---------- | ----------- | ------------------------ |
|            | 1800 - 1812 | Armand Petillon          |
|            | 1812 - 1843 | Jean Pottier             |
|            | 1843 - 1880 | Pierre Requillart        |
|            | 1881 - 1895 | Victor Petillon          |
|            | 1896 - 1905 | ?                        |
|            | 1905 - 1906 | Victor Pion              |
|            | 1906 - 1921 | Henri Lefebvre           |
|            | 1921 - 1976 | René Lefebvre (PL / PLP) |
|            | 1977        | Albert Buron             |

## Verkeer en vervoer
Op de noordgrens van Lamain loopt de autosnelweg A8/E42.

## Nabijgelegen kernen
Camphin-en-Pévèle, Esplechin, Froidmont, Marquain, Hertain
Deelgemeenten: Barry · Beclers · Blandain · Chercq · Doornik · Ere · Esplechin · Froidmont · Froyennes · Gaurain-Ramecroix · Havinnes · Hertain · Kain · Lamain · Marquain · Maulde · Melles · Mont-Saint-Aubert · Mourcourt · Orcq · Quartes · Ramegnies-Chin · Rumillies · Saint-Maur · Templeuve · Thimougies · Vaulx · Vezon · Warchin · Willemeau

Overige plaatsen: Bourgambray · Crotière · Gaurain · La Louvière · Ligny · Ramecroix

Belgische gemeenten · Arrondissement Bergen · Henegouwen · Wallonië